# (4605) Nikitine
(4605) Nikitine est un astéroïde de la ceinture principale.

## Description
(4605) Nikitine est un astéroïde de la ceinture principale. Il fut découvert le 18 septembre 1987 à Nauchnyj par Lioudmila Tchernykh. Il présente une orbite caractérisée par un demi-grand axe de 2,23 UA, une excentricité de 0,15 et une inclinaison de 2,1° par rapport à l'écliptique.